# هایکه ماکاچ
هایکه ماکاچ  (انگلیسی: Heike Makatsch؛ زادهٔ ۱۳ اوت ۱۹۷۱) یک هنرپیشه، و مجری اهل آلمان است. وی از سال ۱۹۹۳ میلادی تاکنون مشغول فعالیت بوده‌است.
از فیلم‌ها یا برنامه‌های تلویزیونی که وی در آنها نقش داشته‌است می‌توان به رزیدنت ایول: قصاص، رزیدنت ایول، کتاب‌دزد و در اشاره کرد.